# Rogerio Moreira
 (mars 2013).
Si vous disposez d'ouvrages ou d'articles de référence ou si vous connaissez des sites web de qualité traitant du thème abordé ici, merci de compléter l'article en donnant les références utiles à sa vérifiabilité et en les liant à la section « Notes et références ».
Rogerio Moreira est un footballeur brésilien né le 13 mars 1972 à Diadema (Brésil).

## Biographie
Le public français découvre Rogerio Moreira au FC Rouen, où il arrive au cours de la saison 1995-1996 en provenance du FC Saint-Leu. Il dispute une partie de la saison 1997-1998 avec l'Olympique d'Alès puis retourne dans le club haut-normand de 1998 à 2000. Le Stade brestois, alors en National, le recrute pour la saison 2000-2001. 
Il découvre la première division suisse avec le FC Sion en 2001-2002. C'est de 2002 à 2004 qu'il réalise les deux meilleures saisons de sa carrière sur le plan statistique : avec l'ASOA Valence, qui joue pourtant le maintien en Ligue 2, il inscrit 22 buts en 62 matches toutes compétitions confondues. Sur le plan collectif, l'équipe est reléguée en National au printemps 2004. 
Moreira trouve un point de chute à l'US Créteil, où les dirigeants souhaitent recruter des éléments d'expérience afin de les associer à des jeunes joueurs. Lors de la phase aller et en dépit d'un rendement décevant (1 but), Jean-Michel Bridier puis Guy David lui maintiennent leur confiance en le titularisant 15 fois. Encore titularisé lors du 8e tour face au SC Schiltigheim, il se blesse et doit laisser sa place à la mi-temps à Abou Maïga. L'équipe est éliminée aux tirs au but par les Alsaciens. Lors de la phase retour, il n'est utilisé que trois fois et en tant que remplaçant, pour un temps de jeu cumulé de 28 minutes. En effet, c'est Rui Pataca qui tient le haut de l'affiche, inscrivant 10 buts en championnat. Lors de la saison 2005-2006, il débute en tant que remplaçant lors de la première journée contre le SM Caen et son premier match de la saison est ubuesque : entré en jeu à la 81e minute, il inscrit le but de la victoire 3-2 trois minutes plus tard sur son premier ballon. Cependant, il est expulsé pour un coup de coude sur le défenseur caennais Aziz Ben Askar. Avec seulement 3 titularisations en 11 journées, il n'entre plus dans les plans d'Hubert Velud. 
C'est pourquoi il est transféré en cours de saison 2005-2006 au Nîmes Olympique, club de National, où il n'inscrit pas beaucoup plus de buts (2 en 22 matches).
En 2006, il s'engage au FC Bagnols-Pont, dont il devient même entraîneur-joueur entre 2011 et 2014.